# 天平二号卫星
天平二号卫星是中国研制的用于大气空间环境测量和轨道预报模型修正的人造地球卫星。
北京时间2022年3月30日10时29分，在酒泉卫星发射中心长征十一号运载火箭第12次发射，成功将天平二号A、B、C三颗卫星发射升空，卫星顺利进入预定太阳同步轨道，发射任务获得圆满成功。